# Сич гвадалканальський
Сич гвадалканальський (Athene granti) — вид птахів родини совових (Strigidae). Ендемік Соломонових островів.

## Таксономія
Спочатку сич гвадалканальський описаний під протонімом Ninox granti Річардом Боудлером Шарпом у 1888 році. Пізніше її вважали підвидом сови-голконога меланезійської (Athene jacquinoti). 10 липня 2021 року, під час оновлення еталонної класифікації 11.2, Міжнародний орнітологічний конгрес визнав її окремим видом.

## Поширення
Вид є ендеміком острова Гуадалканал на Соломонових островах, де він описаний як досить поширений. Мешкає в лісі, включно з узліссям і ділянками лісу, на висоті до 1500 м.